# Таттва
Таттва (санскр. तत्त्व, IAST: tattva, «реальность, сущность, первоэлемент») — в индуистской метафизике (главным образом в философском направлении санкхья) — изначальная субстанция, первоэлемент. Этим термином также обозначается процесс непосредственного «познания» пяти первоэлементов.

## История философии таттвы
В настоящее время насчитывается шесть основных школ философии таттв. Изначально эта философская система была разработана как часть философии санкхьи Махаришей Капила (около 700 года до н. э.).
В соответствии с догматикой санкхьи, Вселенная подразделяется на 5 основных таттвических форм, взаимодействие которых порождает 25 таттв.
Само слово таттва состоит из двух частей: тат (санскр. तत्, «этот, такой») и тва (санскр. त्व, суффикс абстракции). В данном контексте термин обозначает таковость, истинную сущность или качество всего.

## В философии санкхья
Таттвы в системе философии санкхья включают пурушу (дух), пракрити (материю или природу) и ещё 23 элемента, которые развиваются из пракрити под влиянием и для целей пуруши..
В Санкхья-карике, классическом тексте философии, даётся описание 25 таттв и их свойств.
Первый элемент — Дух (пуруша), обладает качествами наблюдающего начала, изоляции, безразличия, восприятия и неактивности («Санкхья-Карика», 19).
Природа (пракрити) обладает атрибутами (гунами), которые имеют свойства освещать (саттва), активировать (раджас) и сдерживать (тамас) (Санкхья-Карика, 12). Эти атрибуты постоянно изменяются, но изначально находятся в равновесии. При нарушении их равновесия начинается эволюция.
Из пракрити происходит Махат (интеллект, буддхи), эго (Ахамкара), и остальные таттвы (группа из 16 элементов, в числе которых 5 тонких элементов (танматр), а также 5 грубых (физических) элементов, которые подобны и не подобны пракрити (Санкхья-Карика, 8, 22).
Из эго происходят ум (манас), органы чувств и действий, а также тонкие элементы, которые являются проводниками ощущений. Из вайкарика эго происходят органы чувств и действий, а тонкие элементы происходят из бхутади эго. Тайджаса эго порождает и те, и другие (Санкхья-Карика, 25).
Органы чувств — уши, глаза, язык, нос, кожа. Органы действия — органы речи, руки, ноги, анус, репродуктивные органы. Манас (ум) при этом одновременно орган и чувств, и действия (Санкхья-Карика, 27). Вместе с махатом и ахамкарой, манас входит в число трёх внутренних органов (инструментов) (Санкхья-Карика, 33). Внутренние инструменты сравниваются с привратниками, а внешние с дверями (Санкхья-Карика, 35).
Тонкие элементы (танматры) не дифференцированы, но производят пять физических элементов, которые обладают тремя качествами (Санкхья-Карика, 38). Танматры — запах, вкус, форма, осязание, звук, физические элементы — земля, вода, огонь, воздух, пространство (или эфир).

## В шиваизме
В шиваизме 25 таттв санкхьи дополняются 11-ю, начинающихся с Шивы.
В кашмирском шиваизме таттвы разделяются на 3 группы: 
1. шуддха: Шива, Шакти, Садашива, Ишвара, Садвидья.
2. шуддха-ашуддха: майя и так называемые канчуки-покровы, ограничивающие субъективное восприятие: калА (ограниченние в возможностях), видьЯ (ограничение в знании), рага (ограничение в желании), кала (ограничение во времени), нияти (ограничение в пространстве).
3. ашуддха: соответствующие таттвам санкхьи[3].